# Zbigniew Garbaj
Zbigniew Garbaj (ur. 1928 we Lwowie, zm. 28 czerwca 1996 w Opolu) – polski matematyk, zajmujący się analizą matematyczną oraz równaniami różniczkowymi; nauczyciel akademicki związany z Politechniką Opolską.

## Życiorys
Urodził się w 1928 roku we Lwowie, gdzie ukończył w 1939 roku szkołę podstawową. Ze względu na wybuch II wojny światowej w tym samym roku, został zmuszony do dalszego samodzielnego kształcenia. Po zakończeniu okupacji w 1945 roku przeprowadził się na Górny Śląsk, gdzie w 1946 roku zdał maturę w Liceum Matematyczno-Fizycznym w Bytomiu. Następnie studiował matematykę na Wydziale Matematyczno-Fizycznym Wyższej Szkoły Pedagogicznej w Łodzi, a także na Uniwersytecie Łódzkim, uzyskując dyplom w 1950 roku. Po ukończeniu studiów podjął pracę jako nauczyciel matematyki w Liceum Pedagogicznym w Szklarskiej Porębie, Liceum Pedagogicznym w Brzegu i Liceum Ogólnokształcącym w Opolu, przeprowadzając się do tego miasta na stałe. W latach 1952–1958 był kierownikiem sekcji matematyki w Wojewódzkim Ośrodku Doskonalenia Kadr Oświatowych. Potem pracował w Studium Nauczycielskim, pełniąc w nim w latach 1962–1966 funkcję zastępcy dyrektora. W międzyczasie dokształcał się na Uniwersytecie Wrocławskim, uzyskując w 1962 roku tytuł zawodowy magistra.
W 1966 roku związał się zawodowo z powstającą od podstaw Wyższą Szkołą Inżynieryjną w Opolu, zatrudniając się jako asystent w Zakładzie Matematyki. Przeszedł tam kolejno przez szczeble kariery zawodowej aż do stanowiska adiunkta. W 1976 roku uzyskał stopień naukowy doktora nauk matematycznych na Uniwersytecie Jagiellońskim. Promotorem jego pracy doktorskiej był Andrzej Zięba. W latach 1975–1976 pełnił funkcję zastępcy dyrektora Instytutu Matematyki, Fizyki i Chemii WSI w Opolu, a od 1984 do przejścia na emeryturę był kierownikiem Zakładu Matematyki.
Jest autorem lub współautorem szeregu rozpraw naukowych z różnych dziedzin matematyki, podręczników, skryptów, notatek autoryzowanych, zbiorów zadań i innych opracowań. Poza uczelnią pełnił stanowisko prezesa Związku Nauczycielstwa Polskiego, wiceprezesa, a następnie prezesa wojewódzkiego oddziału Polskiego Towarzystwa Matematycznego, był członkiem komitetu redakcyjnego czasopisma „Matematyka”. Za swoją pracę był odznaczany wysokimi odznaczeniami państwowymi, resortowymi oraz regionalnymi.